# Rousses (Lozère)
Rousses è un comune francese di 103 abitanti situato nel dipartimento della Lozère nella regione dell'Occitania.
Il territorio comunale è bagnato dalle acque del fiume Tarnon.

## Società

### Evoluzione demografica
Abitanti censiti